# Arthur Zitscher
Arthur Zitscher (* 3. Mai 1880 in Hannover; † 28. August 1965 wahrscheinlich in Kronberg im Taunus) war ein deutscher Industriechemiker. Er ist für die Entwicklung der Naphthol-AS-Farbstoffe bekannt.

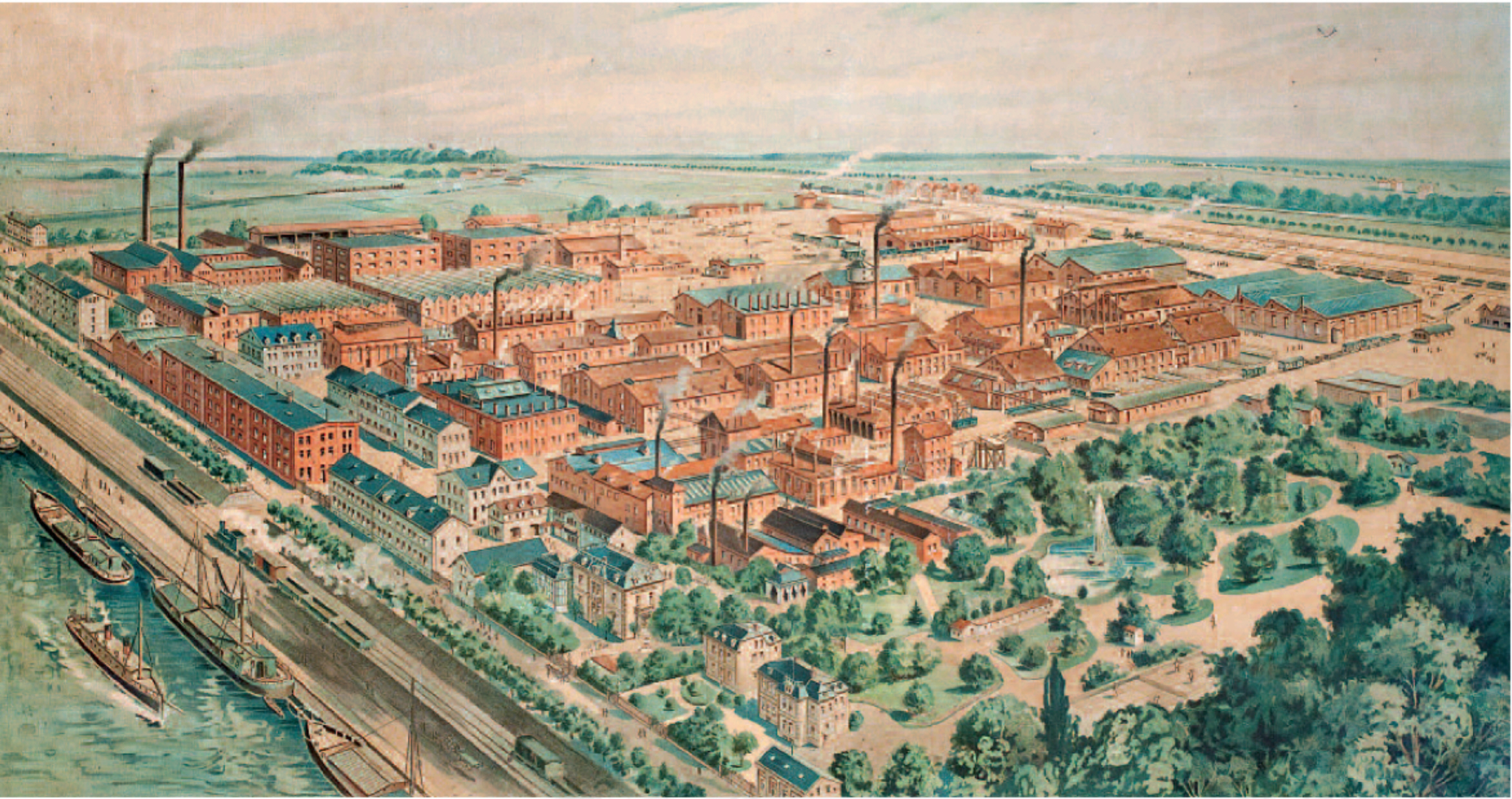
Farbwerke Oehler, Offenbach 1905

Zitscher ging auf das Realgymnasium in Hannover und studierte ab 1899 Chemie an der TH Hannover, in Heidelberg und Leipzig und wurde 1906 in Leipzig summa cum laude promoviert (Ungesättigte Dicarbonsäuren aus zyklischen Ketonen und Bernsteinsäureestern). Danach war er Chemiker in der Aktien-Zuckerfabrik in Stendal und ab 1907 Forschungsleiter der Chemiefabrik Oehler der Chemischen Fabrik Griesheim-Elektron (später das Werk Offenbach der Farbwerke Hoechst) in Offenbach am Main.
Er forschte dort über Farbstoffe und entdeckte 1912 mit August Leopold Laska (1869–1952) und Adolf Winther (1854–1946) die Naphthol-AS-Farbstoffe und das Färbeverfahren für diese. Zitscher baute danach das Sortiment der Naphthol-AS-Farbstoffe auf und war an rund 120 Patenten beteiligt.
1934 wurde er Leiter der Forschung des nunmehrigen IG-Farben-Werks in Offenbach als Nachfolger von Laska und Leiter der Naphthol-AS-Kommission und hatte dort ab 1935 Prokura.
Nach dem Krieg half er beim Wiederaufbau der kriegszerstörten Werke und fuhr täglich von seinem Wohnort Kronberg nach Offenbach. 1950 ging er in den Ruhestand.

## Ehrungen
1954 erhielt er das Große Verdienstkreuz der Bundesrepublik Deutschland.
Er erhielt die Perkin-Medaille der British Society of Dyers and Colourists und die Adolf-von-Baeyer-Denkmünze.
Die Hoechst AG benannte ihr Forschungslabor in Offenbach nach ihm und Laska.
1974 wurde eine Straße in Offenbach nach ihm benannt.